# Occhi di FantaSanremo
Occhi di FantaSanremo è un singolo della cantante italiana Cristina D'Avena pubblicato il 31 gennaio 2025.

## Descrizione
Il brano è la sigla ufficiale dell'edizione del 2025 del FantaSanremo, il gioco parallelo al Festival di Sanremo che coinvolge il pubblico in sfide e pronostici legati alla kermesse musicale. Per l'edizione del 2025 gli autori hanno pensato di coinvolgere D'Avena, e il maestro Melozzi, in quanto icona generazionale delle sigle italiane, riprendendo un suo grande classico, Occhi di gatto, che per l'occasione è diventata Occhi di FantaSanremo. 
Il nuovo testo, che presenta riferimenti al nuovo format del gioco, è stato riscritto dalla cantante, mentre della musica se n'è occupato il maestro Melozzi, appassionato del format sin dalla sua nascita. Alla canzone è legato anche un punteggio bonus per gli artisti che canteranno la canzone o parte di essa durante la kermesse.

## Tracce
Edizioni musicali Crioma Music.
1. Occhi di FantaSanremo (feat. Enrico Melozzi) – 3:16 (testo: Cristina D'Avena e Alessandra Valeri Manera – musica: Ninni Carucci)

## Video musicale
Il video ufficiale della canzone, qui presente in un taglio "sigla TV", è stato pubblicato su YouTube nel giorno dell'uscita del singolo. Il video riprende momenti iconici delle edizioni condotte da Amadeus intervallate da riprese in studio dell'artista bolognese.
- Mario Bove – riprese backstage e montaggio video